# Campeonato Sudamericano de Baloncesto de 2016
El Campeonato Sudamericano de Baloncesto de 2016 corresponde a la XLVII y última edición del Campeonato Sudamericano de Baloncesto. Fue disputado entre el 26 de junio al 2 de julio en el Poliedro de Caracas ubicado en la ciudad de Caracas, Venezuela.
Los cuatro equipos semifinalistas y el quinto mejor equipo clasificaron a la Copa FIBA Américas de 2017 y a la División A de la Clasificación de FIBA Américas para la Copa Mundial de 2019.

## Sistema de competición
Las diez selecciones participantes se dividen en dos grupos (A y B). Los mejores dos equipos de cada grupo clasifican a una semifinal, donde el primer lugar del Grupo A enfrenta al segundo clasificado del Grupo B y viceversa. Los ganadores de la semifinal avanzan a la Final.
| Grupo A   | Grupo B   |
| --------- | --------- |
| Venezuela | Argentina |
| Ecuador   | Perú      |
| Bolivia   | Colombia  |
| Brasil    | Uruguay   |
| Paraguay  | Chile     |

## Cobertura televisiva
La cobertura televisiva será emitida para todo el continente americano por los siguientes canales: 
- Venezuela: Tves.
- Sudamérica: DirecTV Sports
- Paraguay: Mi Cable
- Uruguay: VTV Uruguay.

## Fase de grupos
Todos los horarios corresponden a la hora legal de Venezuela (UTC-4:00).
     – Clasificado para la fase final . 
     – Clasificado para el partido de reclasificación.

### Grupo A
|   | Equipo    | Pts | J | G | P | PF  | PC  | Dif  |
| - | --------- | --- | - | - | - | --- | --- | ---- |
| 1 | Venezuela | 8   | 4 | 4 | 0 | 341 | 179 | 162  |
| 2 | Brasil    | 7   | 4 | 3 | 1 | 382 | 231 | 151  |
| 3 | Paraguay  | 6   | 4 | 2 | 2 | 256 | 189 | 67   |
| 4 | Bolivia   | 5   | 4 | 1 | 3 | 200 | 359 | -159 |
| 5 | Ecuador   | 4   | 4 | 0 | 4 | 230 | 350 | -120 |

| 26 de junio, 13:45                           | Paraguay                                     | 74 - 55                                      | Bolivia                      |  |
| Reporte                                      |                                              |                                              |                              |  |
| Parciales: 24 - 17, 9 - 13, 22 - 12, 19 - 13 | Parciales: 24 - 17, 9 - 13, 22 - 12, 19 - 13 | Parciales: 24 - 17, 9 - 13, 22 - 12, 19 - 13 | Poliedro de Caracas, Caracas |  |
| G. Peralta 12                                | Pts                                          | 22 G. Camargo                                | Poliedro de Caracas, Caracas |  |
| J. Fabio 8                                   | Rebs                                         | 13 R. Salvatierra                            | Poliedro de Caracas, Caracas |  |
| C. Vallejos 5                                | Asists                                       | 9 R. Arze                                    | Poliedro de Caracas, Caracas |  |

| 26 de junio, 19:30                         | Ecuador                                    | 34 - 97                                    | Venezuela                    |  |
| Reporte                                    |                                            |                                            |                              |  |
| Parciales: 7 - 17, 7 - 29, 5 - 26, 15 - 25 | Parciales: 7 - 17, 7 - 29, 5 - 26, 15 - 25 | Parciales: 7 - 17, 7 - 29, 5 - 26, 15 - 25 | Poliedro de Caracas, Caracas |  |
| w. Guayaquil 6                             | Pts                                        | 16 J. Vargas                               | Poliedro de Caracas, Caracas |  |
| N. Mina 6                                  | Rebs                                       | 6 M. Ruíz                                  | Poliedro de Caracas, Caracas |  |
| W. Guayauil 2                              | Asists                                     | 4 D. Cubillán                              | Poliedro de Caracas, Caracas |  |

| 27 de junio, 13:45                            | Brasil                                        | 107 - 65                                      | Ecuador                      |  |
| Reporte                                       |                                               |                                               |                              |  |
| Parciales: 26 - 21, 31 - 16, 30 - 17, 20 - 11 | Parciales: 26 - 21, 31 - 16, 30 - 17, 20 - 11 | Parciales: 26 - 21, 31 - 16, 30 - 17, 20 - 11 | Poliedro de Caracas, Caracas |  |
| C. Olivinha 18                                | Pts                                           | 22 C. Delgado                                 | Poliedro de Caracas, Caracas |  |
| A. Jefferson 10                               | Rebs                                          | 6 C. Delgado                                  | Poliedro de Caracas, Caracas |  |
| L. Meindl 5                                   | Asists                                        | 4 M. Martínez                                 | Poliedro de Caracas, Caracas |  |

| 27 de junio, 19:30                          | Venezuela                                   | 77 - 48                                     | Paraguay                     |  |
| Reporte                                     |                                             |                                             |                              |  |
| Parciales: 18 - 5, 17 - 8, 17 - 17, 25 - 18 | Parciales: 18 - 5, 17 - 8, 17 - 17, 25 - 18 | Parciales: 18 - 5, 17 - 8, 17 - 17, 25 - 18 | Poliedro de Caracas, Caracas |  |
| G. Vargas 13                                | Pts                                         | 8 D. Pérez                                  | Poliedro de Caracas, Caracas |  |
| D. Lewis 6                                  | Rebs                                        | 6 D. Bareiros                               | Poliedro de Caracas, Caracas |  |
| G. Vargas 8                                 | Asists                                      | 3 J. Fabio                                  | Poliedro de Caracas, Caracas |  |

| 28 de junio, 17:15                           | Paraguay                                     | 63 - 101                                     | Brasil                       |  |
| Reporte                                      |                                              |                                              |                              |  |
| Parciales: 6 - 28, 18 - 24, 22 - 28, 17 - 21 | Parciales: 6 - 28, 18 - 24, 22 - 28, 17 - 21 | Parciales: 6 - 28, 18 - 24, 22 - 28, 17 - 21 | Poliedro de Caracas, Caracas |  |
| G. Peralta 11                                | Pts                                          | 21 C. Olivinha                               | Poliedro de Caracas, Caracas |  |
| F. Mellone 8                                 | Rebs                                         | 8 A. Jefferson                               | Poliedro de Caracas, Caracas |  |
| B. Zanotti 2                                 | Asists                                       | 9 C. Fulvio                                  | Poliedro de Caracas, Caracas |  |

| 28 de junio, 19:30                         | Bolivia                                    | 37 - 97                                    | Venezuela                    |  |
| Reporte                                    |                                            |                                            |                              |  |
| Parciales: 14 - 24, 9 - 25, 8 - 18, 6 - 30 | Parciales: 14 - 24, 9 - 25, 8 - 18, 6 - 30 | Parciales: 14 - 24, 9 - 25, 8 - 18, 6 - 30 | Poliedro de Caracas, Caracas |  |
| P. Ramos 9                                 | Pts                                        | 27 A. Perez                                | Poliedro de Caracas, Caracas |  |
| R. Salvatierra 6                           | Rebs                                       | 7 M. Ruíz                                  | Poliedro de Caracas, Caracas |  |
| R. Arze 3                                  | Asists                                     | 6 N. Colmenares                            | Poliedro de Caracas, Caracas |  |

| 29 de junio, 11:30                           | Ecuador                                      | 57 - 71                                      | Paraguay                     |  |
| Reporte                                      |                                              |                                              |                              |  |
| Parciales: 7 - 24, 20 - 21, 14 - 14, 16 - 12 | Parciales: 7 - 24, 20 - 21, 14 - 14, 16 - 12 | Parciales: 7 - 24, 20 - 21, 14 - 14, 16 - 12 | Poliedro de Caracas, Caracas |  |
| N. Mina 16                                   | Pts                                          | 16 B. Zanotti                                | Poliedro de Caracas, Caracas |  |
| N. Mina 14                                   | Rebs                                         | 7 C. Vallejos                                | Poliedro de Caracas, Caracas |  |
| M. Martínez 5                                | Asists                                       | 3 D. Pérez                                   | Poliedro de Caracas, Caracas |  |

| 29 de junio, 13:45                         | Brasil                                     | 114 - 33                                   | Bolivia                      |  |
| Reporte                                    |                                            |                                            |                              |  |
| Parciales: 31 - 7, 30 - 6, 25 - 7, 28 - 13 | Parciales: 31 - 7, 30 - 6, 25 - 7, 28 - 13 | Parciales: 31 - 7, 30 - 6, 25 - 7, 28 - 13 | Poliedro de Caracas, Caracas |  |
| A. Jefferson 20                            | Pts                                        | 12 P. Ramos                                | Poliedro de Caracas, Caracas |  |
| M. Toledo 7                                | Rebs                                       | 5 R. Salvatierra                           | Poliedro de Caracas, Caracas |  |
| H. Coelho 6                                | Asists                                     | 2 R. Salvatierra                           | Poliedro de Caracas, Caracas |  |

| 30 de junio, 11:30                            | Bolivia                                       | 75 - 74                                       | Ecuador                      |  |
| Reporte                                       |                                               |                                               |                              |  |
| Parciales: 15 - 17, 15 - 18, 15 - 17, 21 - 14 | Parciales: 15 - 17, 15 - 18, 15 - 17, 21 - 14 | Parciales: 15 - 17, 15 - 18, 15 - 17, 21 - 14 | Poliedro de Caracas, Caracas |  |
| C. Camargo 19                                 | Pts                                           | 17 C. Delgado                                 | Poliedro de Caracas, Caracas |  |
| R. Salvatierra 13                             | Rebs                                          | 12 E. Caicedo                                 | Poliedro de Caracas, Caracas |  |
| R. Arze 6                                     | Asists                                        | 8 C. Orozco                                   | Poliedro de Caracas, Caracas |  |

| 30 de junio, 19:30                            | Venezuela                                     | 70 - 60                                       | Brasil                       |  |
| Reporte                                       |                                               |                                               |                              |  |
| Parciales: 13 - 15, 20 - 16, 21 - 15, 16 - 14 | Parciales: 13 - 15, 20 - 16, 21 - 15, 16 - 14 | Parciales: 13 - 15, 20 - 16, 21 - 15, 16 - 14 | Poliedro de Caracas, Caracas |  |
| D. Lewis 16                                   | Pts                                           | 11 M. Rafael                                  | Poliedro de Caracas, Caracas |  |
| N. Colmenares 6                               | Rebs                                          | 11 C. Olivinha                                | Poliedro de Caracas, Caracas |  |
| D. Lewis 4                                    | Asists                                        | 8 C. Fulvio                                   | Poliedro de Caracas, Caracas |  |

### Grupo B
|   | Equipo    | Pts | J | G | P | PF  | PC  | Dif  |
| - | --------- | --- | - | - | - | --- | --- | ---- |
| 1 | Argentina | 8   | 4 | 4 | 0 | 396 | 241 | 155  |
| 2 | Uruguay   | 7   | 4 | 3 | 1 | 301 | 242 | 59   |
| 3 | Colombia  | 6   | 4 | 2 | 2 | 284 | 277 | 7    |
| 4 | Chile     | 5   | 4 | 1 | 3 | 279 | 339 | -60  |
| 5 | Perú      | 4   | 4 | 0 | 4 | 198 | 359 | -161 |

| 26 de junio, 11:30                           | Perú                                         | 59 - 78                                      | Chile                        |  |
| Reporte                                      |                                              |                                              |                              |  |
| Parciales: 14 - 18, 12 - 24, 10 - 7, 19 - 19 | Parciales: 14 - 18, 12 - 24, 10 - 7, 19 - 19 | Parciales: 14 - 18, 12 - 24, 10 - 7, 19 - 19 | Poliedro de Caracas, Caracas |  |
| K. Fuller 16                                 | Pts                                          | 20 I. Carrion                                | Poliedro de Caracas, Caracas |  |
| R. Masias 7                                  | Rebs                                         | 10 G. Isla                                   | Poliedro de Caracas, Caracas |  |
| A. Bellarin 5                                | Asists                                       | 16 E. Carrasco                               | Poliedro de Caracas, Caracas |  |

| 26 de junio, 17:15                            | Uruguay                                       | 60 - 54                                       | Colombia                     |  |
| Reporte                                       |                                               |                                               |                              |  |
| Parciales: 10 - 15, 14 - 13, 15 - 14, 21 - 12 | Parciales: 10 - 15, 14 - 13, 15 - 14, 21 - 12 | Parciales: 10 - 15, 14 - 13, 15 - 14, 21 - 12 | Poliedro de Caracas, Caracas |  |
| B. Fitipaldo 15                               | Pts                                           | 15 S. Ortiz                                   | Poliedro de Caracas, Caracas |  |
| E. Batista                                    | Rebs                                          | 10 J. Hernández                               | Poliedro de Caracas, Caracas |  |
| B. Fitipaldo 4                                | Asists                                        | 4 S. Ortiz                                    | Poliedro de Caracas, Caracas |  |

| 27 de junio, 11:30                           | Colombia                                     | 81 - 46                                      | Perú                         |  |
| Reporte                                      |                                              |                                              |                              |  |
| Parciales: 17 - 14, 21 - 9, 20 - 11, 23 - 12 | Parciales: 17 - 14, 21 - 9, 20 - 11, 23 - 12 | Parciales: 17 - 14, 21 - 9, 20 - 11, 23 - 12 | Poliedro de Caracas, Caracas |  |
| S. Ortiz 26                                  | Pts                                          | 15 M. Morales                                | Poliedro de Caracas, Caracas |  |
| M. Hinestroza 10                             | Rebs                                         | 5 M. Chavez                                  | Poliedro de Caracas, Caracas |  |
| S. Ortiz 8                                   | Asists                                       | 4 L. Barrios                                 | Poliedro de Caracas, Caracas |  |

| 27 de junio, 17:15                           | Argentina                                    | 82 - 58                                      | Uruguay                      |  |
| Reporte                                      |                                              |                                              |                              |  |
| Parciales: 8 - 14, 28 - 15, 24 - 13, 22 - 16 | Parciales: 8 - 14, 28 - 15, 24 - 13, 22 - 16 | Parciales: 8 - 14, 28 - 15, 24 - 13, 22 - 16 | Poliedro de Caracas, Caracas |  |
| C. Schattmann 13                             | Pts                                          | 12 B. Fitipaldo                              | Poliedro de Caracas, Caracas |  |
| M. Delia 10                                  | Rebs                                         | 11 E. Batista                                | Poliedro de Caracas, Caracas |  |
| N. Brussino 6                                | Asists                                       | 5 L. Parodi                                  | Poliedro de Caracas, Caracas |  |

| 28 de junio, 11:30                           | Perú                                         | 43 - 105                                     | Argentina                    |  |
| Reporte                                      |                                              |                                              |                              |  |
| Parciales: 14 - 23, 13 - 31, 5 - 30, 11 - 21 | Parciales: 14 - 23, 13 - 31, 5 - 30, 11 - 21 | Parciales: 14 - 23, 13 - 31, 5 - 30, 11 - 21 | Poliedro de Caracas, Caracas |  |
| K. Fuller 19                                 | Pts                                          | 14 C. Schattmann                             | Poliedro de Caracas, Caracas |  |
| K. Fuller 6                                  | Rebs                                         | 9 M. Delia                                   | Poliedro de Caracas, Caracas |  |
| L. Barrios 3                                 | Asists                                       | 7 N. de los Santos                           | Poliedro de Caracas, Caracas |  |

| 28 de junio, 13:45                            | Chile                                         | 74 - 80                                       | Colombia                     |  |
| Reporte                                       |                                               |                                               |                              |  |
| Parciales: 12 - 18, 23 - 20, 21 - 15, 18 - 27 | Parciales: 12 - 18, 23 - 20, 21 - 15, 18 - 27 | Parciales: 12 - 18, 23 - 20, 21 - 15, 18 - 27 | Poliedro de Caracas, Caracas |  |
| S. Suárez 19                                  | Pts                                           | 28 S. Ortiz                                   | Poliedro de Caracas, Caracas |  |
| E. Carrasco 6                                 | Rebs                                          | 8 D. Pérez                                    | Poliedro de Caracas, Caracas |  |
| P. Coro 5                                     | Asists                                        | 8 R. Caicedo                                  | Poliedro de Caracas, Caracas |  |

| 29 de junio, 17:15                           | Uruguay                                      | 95 - 50                                      | Perú                         |  |
| Reporte                                      |                                              |                                              |                              |  |
| Parciales: 25 - 17, 14 - 8, 37 - 12, 19 - 13 | Parciales: 25 - 17, 14 - 8, 37 - 12, 19 - 13 | Parciales: 25 - 17, 14 - 8, 37 - 12, 19 - 13 | Poliedro de Caracas, Caracas |  |
| M. Calfani 20                                | Pts                                          | 21 K. Fuller                                 | Poliedro de Caracas, Caracas |  |
| S. Vasquez 10                                | Rebs                                         | 8 K. Fuller                                  | Poliedro de Caracas, Caracas |  |
| S. Zanotta 11                                | Asists                                       | 4 K. Fuller                                  | Poliedro de Caracas, Caracas |  |

| 29 de junio, 19:30                            | Argentina                                     | 112 - 71                                      | Chile                        |  |
| Reporte                                       |                                               |                                               |                              |  |
| Parciales: 27 - 16, 23 - 17, 30 - 16, 32 - 22 | Parciales: 27 - 16, 23 - 17, 30 - 16, 32 - 22 | Parciales: 27 - 16, 23 - 17, 30 - 16, 32 - 22 | Poliedro de Caracas, Caracas |  |
| N. Brussino 18                                | Pts                                           | 11 N. Carvacho                                | Poliedro de Caracas, Caracas |  |
| M. Delia 6                                    | Rebs                                          | 8 J. Fontena                                  | Poliedro de Caracas, Caracas |  |
| G. Deck 7                                     | Asists                                        | 7 E. Carrasco                                 | Poliedro de Caracas, Caracas |  |

| 30 de junio, 13:45                           | Chile                                        | 56 - 88                                      | Uruguay                      |  |
| Reporte                                      |                                              |                                              |                              |  |
| Parciales: 9 - 25, 21 - 14, 15 - 31, 11 - 18 | Parciales: 9 - 25, 21 - 14, 15 - 31, 11 - 18 | Parciales: 9 - 25, 21 - 14, 15 - 31, 11 - 18 | Poliedro de Caracas, Caracas |  |
| N. Carvacho 10                               | Pts                                          | 22 M. Calfani                                | Poliedro de Caracas, Caracas |  |
| N. Carvacho 11                               | Rebs                                         | 10 M. Calfani                                | Poliedro de Caracas, Caracas |  |
| E. Carrasco 4                                | Asists                                       | 8 B. Fitipaldo                               | Poliedro de Caracas, Caracas |  |

| 30 de junio, 17:15                            | Colombia                                      | 69 - 97                                       | Argentina                    |  |
| Reporte                                       |                                               |                                               |                              |  |
| Parciales: 19 - 22, 15 - 20, 20 - 25, 15 - 30 | Parciales: 19 - 22, 15 - 20, 20 - 25, 15 - 30 | Parciales: 19 - 22, 15 - 20, 20 - 25, 15 - 30 | Poliedro de Caracas, Caracas |  |
| M. Jackson 24                                 | Pts                                           | 20 N. Romano                                  | Poliedro de Caracas, Caracas |  |
| D. Pérez 6                                    | Rebs                                          | 6 N. Romano                                   | Poliedro de Caracas, Caracas |  |
| J. Salazar 4                                  | Asists                                        | 7 L. Mainoldi                                 | Poliedro de Caracas, Caracas |  |

## Partidos de reclasificación

### Partido por el séptimo puesto
| 1 de julio, 11:30                            | Bolivia                                      | 55 - 70                                      | Chile                        |  |
|                                              |                                              |                                              |                              |  |
| Parciales: 11 - 15, 13 - 23, 9 - 19, 22 - 13 | Parciales: 11 - 15, 13 - 23, 9 - 19, 22 - 13 | Parciales: 11 - 15, 13 - 23, 9 - 19, 22 - 13 | Poliedro de Caracas, Caracas |  |
| A. Veizaga 14                                | Pts                                          | 14 I. Carrion                                | Poliedro de Caracas, Caracas |  |
| R. Salvatierra 11                            | Rebs                                         | 15 N. Carvacho                               | Poliedro de Caracas, Caracas |  |
| M. Ochoa 3                                   | Asists                                       | 4 E. Carrasco                                | Poliedro de Caracas, Caracas |  |

### Partido por el quinto puesto
| 1 de julio, 13:45                             | Paraguay                                      | 58 - 82                                       | Colombia                     |  |
|                                               |                                               |                                               |                              |  |
| Parciales: 15 - 26, 15 - 18, 12 - 21, 16 - 17 | Parciales: 15 - 26, 15 - 18, 12 - 21, 16 - 17 | Parciales: 15 - 26, 15 - 18, 12 - 21, 16 - 17 | Poliedro de Caracas, Caracas |  |
| A. Peralta 11                                 | Pts                                           | 24 M. Jackson                                 | Poliedro de Caracas, Caracas |  |
| A. Peralta 6                                  | Rebs                                          | 11 J. Hernández                               | Poliedro de Caracas, Caracas |  |
| B. Zanotti 5                                  | Asists                                        | 4 H. Atenda                                   | Poliedro de Caracas, Caracas |  |

## Fase final
|  | Semifinales         | Semifinales         |    |                     | Final               | Final |  |
|  |                     |                     |    |                     |                     |       |  |
|  |                     |                     |    |                     |                     |       |  |
|  | Caracas, 1 de julio |                     |    |                     |                     |       |  |
|  | Venezuela           | 74                  |    |                     |                     |       |  |
|  | Uruguay             | 62                  |    |                     |                     |       |  |
|  |                     |                     |    |                     |                     |       |  |
|  |                     |                     |    |                     | Caracas, 2 de julio |       |  |
|  |                     |                     |    |                     | Venezuela           | 64    |  |
|  |                     | Brasil              | 58 |                     |                     |       |  |
|  |                     |                     |    |                     |                     |       |  |
|  |                     |                     |    |                     |                     |       |  |
|  |                     |                     |    |                     | Tercer lugar        |       |  |
|  | Caracas, 1 de julio | Caracas, 1 de julio |    | Caracas, 2 de julio | Caracas, 2 de julio |       |  |
|  | Argentina           | 82                  |    | Uruguay             | 87                  |       |  |
|  | Brasil              | 88                  |    |                     | Argentina           | 83    |  |

### Semifinales
| 1 de julio, 19:30                             | Venezuela                                     | 74 - 62                                       | Uruguay                      |  |
| Reporte                                       |                                               |                                               |                              |  |
| Parciales: 15 - 18, 21 - 13, 18 - 13, 20 - 18 | Parciales: 15 - 18, 21 - 13, 18 - 13, 20 - 18 | Parciales: 15 - 18, 21 - 13, 18 - 13, 20 - 18 | Poliedro de Caracas, Caracas |  |
| D. Cubillan 16                                | Pts                                           | 15 M. Aguiar                                  | Poliedro de Caracas, Caracas |  |
| N. Colmenares 12                              | Rebs                                          | 8 B. Fitipaldo                                | Poliedro de Caracas, Caracas |  |
| N. Colmenares 6                               | Asists                                        | 8 B. Fitipaldo                                | Poliedro de Caracas, Caracas |  |

| 1 de julio, 17:15                             | Argentina                                     | 82 - 88                                       | Brasil                       |  |
| Reporte                                       |                                               |                                               |                              |  |
| Parciales: 20 - 28, 26 - 21, 16 - 16, 20 - 23 | Parciales: 20 - 28, 26 - 21, 16 - 16, 20 - 23 | Parciales: 20 - 28, 26 - 21, 16 - 16, 20 - 23 | Poliedro de Caracas, Caracas |  |
| L. Mainoldi 12                                | Pts                                           | 19 C. Fulvio                                  | Poliedro de Caracas, Caracas |  |
| N. de los Santos 5                            | Rebs                                          | 8 C. Olivinha                                 | Poliedro de Caracas, Caracas |  |
| F. Balbi 4                                    | Asists                                        | 6 C. Fulvio                                   | Poliedro de Caracas, Caracas |  |

### Partido por el tercer puesto
| 2 de julio, 17:15                             | Uruguay                                       | 87 - 83                                       | Argentina                    |  |
| Reporte                                       |                                               |                                               |                              |  |
| Parciales: 25 - 18, 18 - 21, 22 - 27, 22 - 17 | Parciales: 25 - 18, 18 - 21, 22 - 27, 22 - 17 | Parciales: 25 - 18, 18 - 21, 22 - 27, 22 - 17 | Poliedro de Caracas, Caracas |  |
| L. Parodi 24                                  | Pts                                           | 18 L. Mainoldi                                | Poliedro de Caracas, Caracas |  |
| E. Batista 13                                 | Rebs                                          | 8 F. Aguerre                                  | Poliedro de Caracas, Caracas |  |
| B. Fitipaldo 5                                | Asists                                        | 5 N. Brussino                                 | Poliedro de Caracas, Caracas |  |

### Final
| 2 de julio, 19:30                            | Venezuela                                    | 64 - 58                                      | Brasil                       |  |
| Reporte                                      |                                              |                                              |                              |  |
| Parciales: 20 - 17, 15 - 16, 13 - 17, 16 - 8 | Parciales: 20 - 17, 15 - 16, 13 - 17, 16 - 8 | Parciales: 20 - 17, 15 - 16, 13 - 17, 16 - 8 | Poliedro de Caracas, Caracas |  |
| G. Vargas 21                                 | Pts                                          | 13 M. Toledo                                 | Poliedro de Caracas, Caracas |  |
| N. Colmenares 9                              | Rebs                                         | 8 C. Olivinha                                | Poliedro de Caracas, Caracas |  |
| J. Vargas 5                                  | Asists                                       | 7 C. Fulvio                                  | Poliedro de Caracas, Caracas |  |

| Venezuela                 |
| Campeón Invicto Venezuela |
| 3° título                 |

## Tabla General
| Pos.              | Equipo    | Pts | J | G | P | PF  | PC  | Dif  |
| ----------------- | --------- | --- | - | - | - | --- | --- | ---- |
| Medalla de oro    | Venezuela | 12  | 6 | 6 | 0 | 479 | 299 | 180  |
| Medalla de plata  | Brasil    | 11  | 6 | 4 | 2 | 528 | 377 | 151  |
| Medalla de bronce | Uruguay   | 10  | 6 | 4 | 2 | 450 | 329 | 149  |
| 4                 | Argentina | 9   | 6 | 4 | 2 | 561 | 316 | 47   |
| 5                 | Colombia  | 8   | 5 | 3 | 2 | 366 | 335 | 31   |
| 6                 | Paraguay  | 7   | 5 | 2 | 3 | 314 | 371 | -57  |
| 7                 | Chile     | 7   | 5 | 2 | 3 | 349 | 394 | -45  |
| 8                 | Bolivia   | 6   | 5 | 1 | 4 | 255 | 429 | -174 |
| 9                 | Ecuador   | 4   | 4 | 0 | 4 | 230 | 350 | -120 |
| 10                | Perú      | 4   | 4 | 0 | 4 | 198 | 359 | -161 |

|  | Clasificados a: - División A de la Eliminatoria FIBA Américas - Copa FIBA Américas de 2017        |
|  | Clasificados a: - División A de la Eliminatoria FIBA Américas                                     |
|  | Descienden a: - División B de la Clasificación de FIBA Américas para la Copa de las Américas 2021 |